# Вандерберг (округ, Індіана)
Шаблон:StateAbbr_ 38°01′ пн. ш. 87°35′ зх. д. / 38.02° пн. ш. 87.58° зх. д.
Округ  Вандерберг (англ. Vanderburgh County) — округ (графство) у штаті  Індіана, США. Ідентифікатор округу 18163.

## Історія
Округ утворений 1818 року.

## Демографія
За даними перепису 
2000 року 
загальне населення округу становило 171922 осіб, зокрема міського населення було 154448, а сільського — 17474.
Серед мешканців округу чоловіків було 81509, а жінок — 90413. В окрузі було 70623 домогосподарства, 44442 родин, які мешкали в 76300 будинках.
Середній розмір родини становив 2,93.
Віковий розподіл населення поданий у таблиці:
| Стать    | До 15 років | 15-21 | 22-29 | 30-39 | 40-49 | 50-65 | 65-85 | Понад 85 |
| -------- | ----------- | ----- | ----- | ----- | ----- | ----- | ----- | -------- |
| Чоловіки | 16820       | 9013  | 9029  | 11657 | 12975 | 11990 | 9187  | 838      |
| Жінки    | 16185       | 10367 | 9160  | 11914 | 13137 | 13347 | 13687 | 2616     |

## Суміжні округи
- Ґібсон – північ
- Воррік – схід
- Гендерсон, Кентуккі – південь
- Поузі – захід

## Виноски
1. ↑  U.S. Decennial Census. United States Census Bureau. Архів оригіналу за 4 квітня 2018. Процитовано 10 липня 2014.
2. ↑  Historical Census Browser. University of Virginia Library. Архів оригіналу за 11 серпня 2012. Процитовано 10 липня 2014.
3. ↑  Population of Counties by Decennial Census: 1900 to 1990. United States Census Bureau. Архів оригіналу за 4 жовтня 2014. Процитовано 10 липня 2014.
4. ↑  Census 2000 PHC-T-4. Ranking Tables for Counties: 1990 and 2000 (PDF). United States Census Bureau. Архів оригіналу (PDF) за 18 грудня 2014. Процитовано 10 липня 2014.
5. ↑  Vanderburgh County QuickFacts. Бюро перепису населення США. Архів оригіналу за 22 липня 2011. Процитовано 25 вересня 2011.(англ.) Наведено за англійською вікіпедією.
6. ↑  American FactFinder. Бюро перепису населення США. Архів оригіналу за 26 лютого 2012. Процитовано 31 січня 2008.

| США | Це незавершена стаття з географії США. Ви можете допомогти проєкту, виправивши або дописавши її. |